# Liga de la Justicia Queer
La Liga de la Justicia Queer (JLQ) es un equipo de superhéroes de DC Comics cuyos miembros se identifican como LGBT+.  El equipo es una variación de una de las propiedades más antiguas de la editorial, la Liga de la Justicia (también conocida como la Liga de la Justicia de América, abreviada como "JLA"). El concepto fue creado por Andrew Wheeler.
DC introdujo el concepto como uno de los 16 títulos en un torneo para elegir la próxima serie que sería publicada por la editorial, llamado Round Robin, que se anunció en la cuenta de Twitter de DC el 31 de marzo de 2021. El público votó por los títulos que les gustaría ver como una miniserie de seis números. JLQ fue eliminada en la primera ronda.
La inclusión de JLQ en el torneo generó críticas de aquellos que sintieron que le dio a la gente una plataforma para rechazar anónimamente la representación en los cómics, "efectivamente un referéndum sobre la existencia de superhéroes queer". Aunque JLQ no ganó el torneo, su grupo fue el foco de un número considerable de votos.
El equipo debutó en una historia corta escrita por Wheeler en DC Pride #1, un cómic lanzado el 8 de junio de 2021 (coincidiendo con el mes del Orgullo en los Estados Unidos). DC Comics podría presentar al equipo en historias futuras.

## Miembros del equipo
En su aparición original:
- Batwoman
- Aqualad
- Natasha Irons
- The Ray
- Diablo de Tasmania
- Shining Knight
- Girl 13
- Extraño
- Midnighter
- Apolo
- Búnker
- Crush
- Tremor
- Aerie
- Wink
- Syl